# Eldorado (Mato Grosso do Sul)
Pour les articles homonymes, voir Eldorado (homonymie).
Eldorado est une municipalité brésilienne de l'État de Mato Grosso do Sul et la Microrégion d'Iguatemi.